# Modla (potok)
Modla, dříve též Hostinná (německy Model, Morellenbach), je levostranný přítok Labe v okrese Litoměřice. Délka toku činí 27,2 km. Plocha povodí měří 94,5 km².

## Průběh toku
Modla pramení na východním úbočí hory Hradišťany v nadmořské výšce cca 640 m, asi 2 km západně od vsi Lhota v Českém středohoří nad městečkem Třebenice. Na horním toku mj. odvodňuje jižní a východní stráně Lipské hory či severní a východní svahy hory Líšeň. Klesá k jihovýchodu přes Vlastislav a Teplou, v Třebenicích opouští České středohoří a vstupuje do úrodné rovinaté nížiny Dolnooharské tabule, představující severozápadní konec Polabí. Ústí v Lovosicích zleva do Labe v nadmořské výšce 140 m.

### Větší přítoky
Modla má pouze dva větší přítoky, oba levostranné. V Čížkovicích sbírá vodu Jenčického potoka (hčp 1-13-05-0050) s plochou povodí 4,8 km² a v Sulejovicích Vchynického potoka (hčp 1-13-05-0070) s plochou povodí 8,6 km².

## Vodní režim
Průměrný průtok u ústí činí 0,36 m³/s. Dříve se potok dost často na dolním toku rozvodňoval, dnes je jeho tok regulován a jeho hladina již okolní vesnice neohrožuje. Bažinatý dolní tok byl významnou terénní překážkou, která ovlivnila bitvu u Lovosic v roce 1756. Byly zde vystavěny rybníky, ale dnes jsou většinou již zaniklé.

## Využití

### Mlýny

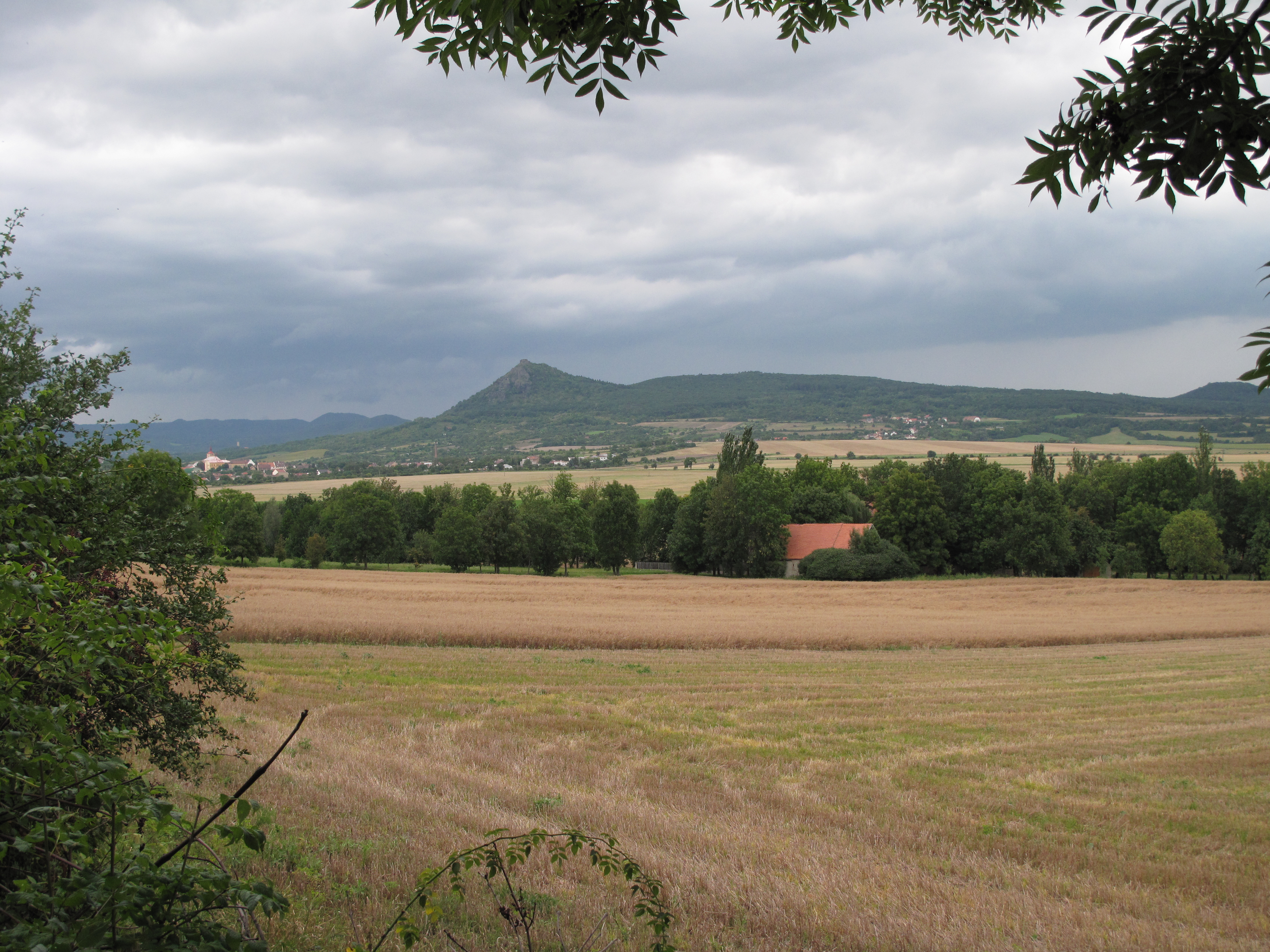
Pohled od jihu na Lucký mlýn

Na Modle bylo v minulosti postaveno více než deset vodních mlýnů. Jsou seřazeny po směru toku potoka.
- Vodní mlýn ve Vlastislavi – Vlastislav, kulturní památka
- Lucký mlýn – nejznámější z nich, dodnes existující mezi vesnicemi Chodovlice a Úpohlavy. Od 17. století patří rodu Šašků.

## Vznik jména Modla podle pověsti
Podle pověsti byl potok pojmenován ve 14. století Zbyňkem Zajícem z Hazmburka, který musel se svým mladším bratrem Oldřichem přenocovat v blízkosti jeho pramene, protože se ztratili při lovu. Když je ráno našla jejich družina, Zbyněk z vděčnosti zavěsil na mohutnou olši nad pramenem svatý obrázek. Když se později stal pražským arcibiskupem, nechal zde vystavět i kapličku.
Podle pravděpodobnějšího výkladu pojmenování pochází ze staročeského výrazu medla pro vodu tekoucí pomalu, mdle.

## Sídla podél toku
- Lhota
- Mrsklesy
- Vlastislav
- Teplá
- Třebenice
- Chodovlice
- Úpohlavy
- Želechovice
- Čížkovice
- Sulejovice
- Lukavec
- Lovosice